# Quatuor Bernède
Pour les articles homonymes, voir Bernède (homonymie).
Le Quatuor Bernède est un quatuor à cordes français fondé par le violoniste Jean-Claude Bernède (1935-1991) en 1963 à Paris et dissous en 1991.

## Historique
Le Quatuor Bernède est un quatuor fondé par le violoniste Jean-Claude Bernède en 1963. Les membres fondateurs de l'ensemble sont, outre Bernède au premier violon, Jacques Prat au second violon, Bruno Pasquier à l'alto et Paul Boufil au violoncelle,.
Lauréat du Concours international de musique de l'ARD de Munich en 1965, le quatuor obtient un Grand prix de l'Académie Charles-Cros en 1969.
Au cours de son histoire, le quatuor connaît plusieurs remaniements. L'ensemble est dissous à la mort de Jean-Claude Bernède, en 1991,.

## Membres
Les membres du Quatuor Bernède étaient :

### Premier violon
- Jean-Claude Bernède (1963-1991)

### Deuxième violon
- Jacques Prat (1963-1967)
- Gérard Montmayeur (1967-1970)
- Marcel Charpentier (1970-1991)

### Alto
- Bruno Pasquier (1963-1967)
- Guy Chêne (1967-1970)
- Michel Laléouse (1970-1989)
- Serge Collot (1990-1991)

### Violoncelle
- Paul Boufil (1963-1976)[3]
- Jean-Claude Ribéra (1976-1979)
- Pierre Penassou (1979-1991)

## Créations
Le Quatuor Bernède est le créateur de plusieurs œuvres, de Claude Ballif (Quatuor no 3, 1970), François Leclère (Entre la fumée et le cristal, pour vibraphone et quatuor à cordes, op. 13, 1989), Michel Philippot (Quatuor no 2, 1983), Edmundo Vasquez (La Harpe et l'Ombre, 1980) et Iannis Xenakis, notamment.

## Prix
- 1965 : Grand Prix du Concours international de Munich[1]
- 1969 : Grand Prix de l'Académie Charles-Cros[1]